# Gabriel Bodenehr der Ältere

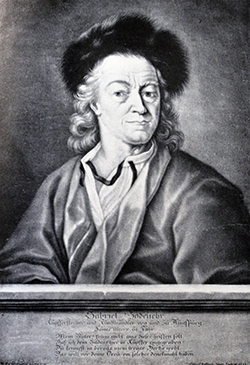
Gabriel Bodenehr der Ältere

Gabriel Bodenehr der Ältere (* 1664 in Augsburg; † 1758 ebenda oder * 1673; † 1765) war ein deutscher Verleger, Kartograph und Kupferstecher in Augsburg, der Stadtansichten zahlreicher deutscher Städte schuf. Seine bekannteste Arbeit ist der erstmals 1704 veröffentlichte Atlas Curieux. Bodenehr veröffentlichte um 1710 den ersten gestochenen Grundriss der Stadt Passau mit dem Titel Grundriss der Stätte Passau, Innstatt und Ilzstatt von Johann Stridbeck dem Jüngeren.
Er entstammte der Kupferstecherfamilie Bodenehr. Bereits sein Vater Johann Georg Bodenehr (1631–1704) war Kupferstecher und Verleger; auch seine Brüder Moritz (1665–1749) und Georg Conrad (1673–1710) sowie sein Sohn Gabriel Bodenehr der Jüngere (1705–1792) waren Kupferstecher.